# Josepha Weber
Josepha Weber (de casada Josepha Hoffer i, més tard, Josepha Mayer) (1758 - 29 de desembre de 1819) fou una soprano alemanya, cunyada de Wolfgang Amadeus Mozart i va ser la primera soprano a interpretar el paper de la Reina de la nit a l'òpera de Mozart La flauta màgica. El nom artístic era el nom de casada: primer, el de Josepha Hoffer; a partir de l'any 1797, Josepha Mayer.

## Biografia
Va néixer a Zell im Wiesental, actualment Baden-Württemberg, Alemanya. Filla de Franz Fridolin Weber, tenia tres germanes menors (en ordre descendent d'edat): Aloysia, que estava enamorada de Mozart i va cantar en les seves últimes òperes. Constanze que es va casar amb Mozart el 1782 i Sophie. El seu primer mig cosí (fill del seu pare mig germà) fou el compositor Carl Maria von Weber. Josepha va viure principalment a Mannheim. Es va traslladar amb la seva família en primer lloc a Múnic, després a Viena, tot seguint la carrera de cantant de la seva germana Aloysia. El 1789 era la prima donna de la companyia de teatre a càrrec de Johann Friedel al teatre suburbà d'auf der Wieden. Després de la mort de Friedel aquest mateix any, el teatre va passar a mans d'Emanuel Schikaneder, qui la va mantenir en la nova companyia que ell va formar. Ella sembla haver estat un membre important de la companyia: l'òpera Der Stein der Weisen, una mena d'avantpassat del que seria La flauta màgica, no inclou àries per a soprano de coloratura, perquè en el moment en què fou escrita Josepha Hofer estava amb una excedència per maternitat.
Després de la seva actuació com a Reina de la Nit en l'estrena reeixida de La flauta màgica el 1791, va seguir actuant en aquest paper fins a l'any 1801, a l'edat de 43 anys.
Es va casar dues vegades. El seu primer marit (amb el qual es casà el 21 de juliol de 1788 a la Catedral de Sant Esteve de Viena, fou el músic Franz de Paula Hofer (1755-1796). Hofer era violinista a la cort imperial el 1789. El seu segon marit (1797) va ser el cantant Sebastian Mayer (1773-1835). Mayer fou el primer cantant a interpretar el paper de Pizarro a l'òpera Fidelio de Ludwig van Beethoven. Josepha Mayer es va retirar del cant en 1805 i va morir a Viena el 29 de desembre de 1819.